# بریتنی فلان
بریتنی فلان (انگلیسی: Brittany Phelan؛ زادهٔ ۲۴ سپتامبر ۱۹۹۱) اسکی‌باز آلپاین اهل کانادا است.